# Jüdemerstraße
Die Jüdemerstraße ist eine Straße in der Trierer Innenstadt. Sie verläuft von der Fahrstraße am  Viehmarktplatz vorbei zur Karl-Marx-Straße. 

## Geschichte
Der Straßenname ist seit 1240 als juxta murum Judaeorum belegt. Ab 1350 hieß lautete er vicus juxta Judenmure. Die namensgebende Judenmauer hatte ihren Namen von dem Judenfriedhof, den sie einschloss. Dieser lag östlich der Kirche St. Antonius und nahm einen Teil des heutigen Viehmarktes ein.
Als Erzbischof Otto von Ziegenhain 1418 die Juden aus der Stadt auswies, kam der Friedhof in den Besitz des Landesherrn, und er verfiel. 1517 trug Philipp von Sierck dieses Grundstück zu Lehen. 1615 wurde es schließlich dem Kapuzinerorden zur Erweiterung ihres Gartens übereignet, nachdem die Juden wieder in die Stadt zurückkehren durften und sie ihren Friedhof außerhalb der Stadtmauer anlegten. Heute befindet sich der Jüdische Friedhof von Trier zwischen Gilbertstraße und Weidegasse.
Während des Zweiten Weltkriegs wurde die Jüdemerstraße mit einer breiten Brandgasse, der heutigen Stresemannstraße, durchschnitten. Dazu wurden einige Gebäude abgerissen. Kurz darauf wurden weitere Gebäude in der Straße durch Bomben zerstört.
Im Rahmen der Neugestaltung des Viehmarktplatzes wurden Ende des 20. Jahrhunderts durch den Bau eines Gebäudes der Sparkasse Trier weitere historische Gebäude abgerissen und die Straße zweigeteilt. Der östliche Teil der Straße ist hierbei nur wenige Meter lang.

## Bauwerke
Als Kulturdenkmal in der Jüdemerstraße ist der Herkulesbrunnen verzeichnet. Das Gebäude Jüdemerstraße 12 ist ferner Teil der Denkmalzone Karl-Marx-Straße. Vor ihrer Zerstörung im Zweiten Weltkrieg säumten noch viele ehemalige Bürgerhäuser aus dem 18. und 19. Jahrhundert die Straße. Der Herkulesbrunnen steht erst seit 1960 im Schatten der Antonius-Pfarrkirche; er stammt etwa aus der Zeit um 1800. Die Brunnenfigur zeigt Herkules im Kampf mit dem Löwen; ihre Entstehung ist in der Zeit um 1730 anzunehmen.
Bis etwa 2018 war in der Jüdemerstraße ein Überrest der 1951 stillgelegten Trierer Straßenbahn, der aus dem Asphalt hervortrat, zu sehen.
Im Folgenden werden zwei der zerstörten Gebäude näher beschrieben:

### Ehemaliges Bürgerhaus Hausnummer 5
Das Haus Jüdemerstraße 5 stammte von dem Barock-Baumeister Jacobus Steinem, der auch viele andere Bauwerke in Trier baute. Es zeichnete sich durch glatte stichbogige Fenstergewände mit Scheitelstein, Mansarddach und Ecklisenen aus. Es war ein vierachsiges, zweigeschossiges Gebäude mit Stilelementen des Rokoko.

### Ehemaliges Bürgerhaus Hausnummer 12
Ab 1797 wohnte im Bürgerhaus Jüdemerstraße 12 die Familie des späteren Stadtbaumeisters Johann Georg Wolff. Es war mit zwei Geschossen und vier schmucklosen Fensterachsen sehr schlicht gehalten. Das große Mansarddach ließ das Gebäude älter erscheinen, als es tatsächlich war. Den einzigen Datierungshinweis gab es auf dem Portal, denn es zeigt ähnliche Formen wie das Haus Simeonstraße 15 aus der napoleonischen Empirezeit. Am Portal waren auch ägyptisierenden Lotuskapitellen zu finden, die von zwei glatten Pilastern flankiert wurden. Es wurde zudem von einem darüberliegenden Gebälk mit einem Palmettenfries und zwei flankierenden Löwenköpfen dekoriert. Auch das Türblatt wies typische mandel- und rautenförmige Empire-Ornamentik auf.